# Insatiable (canção de Nadine Coyle)
"Insatiable" é uma canção da cantora irlandesa Nadine Coyle. Co-escrita com Guy Chambers e produzido por Ricci Riccardi, a música foi lançada como single do primeiro álbum solo de Nadine, Insatiable. A canção  foi classificada como "anos 80", soando semelhante ao som do The Bangles, com batidas pesadas e sendo conduzida a voz da cantora ao som da guitarra. O videoclipe de "Insatiable" foi dirigido por Wayne Isham, e apresenta Nadine performando com uma banda em diferentes cenários. O single recebeu atenção considerável da imprensa durante seu lançamento, chegando ao 26° lugar no UK Singles Chart.

## Antecedentes
"Insatiable" é o primeiro single solo lançado por Nadine Coyle, após sete anos como integrante das Girls Aloud, grupo vencedor de um BRIT Awards, e com 20 singles no top 10 do UK Singles Chart. Durante a pausa do grupo, Nadine anunciou planos para lançar seu álbum solo. Nadine trabalhou com vários compositores e produtores famosos, como Guy Chambers. Ela disse que a música tinha tudo para ser um sucesso logo que foi finalizada, pois era muito cativante. Ainda comentou: "Eu sabia que tínhamos algo especial quando escrevemos essa música". Nadine revelou que a música tem a intenção de ser "sexy".

## Promoção
Um trecho do single foi lançado no site de Nadine em 6 de Setembro. A estreia oficial aconteceu no programa de rádio In:Demand, em 10 de setembro. Nadine foi ao The Scott Mills Show em 15 de setembro, fazer a estreia da canção na mais importante rádio do país, a BBC Radio 1. Nadine ainda se apresentou no programa Paul O'Grady Live, e na famosa casa de shows G-A-Y, em 30 de outubro.

## Reação da crítica
A canção recebeu elogios dos críticos de música contemporânea. O Popjustice disse "Gostamos muito disso". A revista Heat descreveu-a como "Muito boa. E sólida. E dramática. Pra se cantar. Gostamos muito, realmente." O Digital Spy também elogiou a música, descrevendo-a como "um pop bombástico". Foi chamada de "animada com influência dos anos 80", recebendo comparações ao som do The Bangles.
"Insatiable" foi então lançada em 1 de novembro. Nas prévias do UK Singles Chart do meio da semana, o single aparecia em um decepcionante 35º lugar, vendendo apenas 117 cópias físicas  e 2.439 downloads digitais. Os números foram amplamente comentados pela imprensa, atribuindo a baixa venda ao fato de que o CD físico estava disponível apenas nas lojas da rede Tesco. Nos charts oficiais, com as vendas de toda a semana contabilizadas, "Insatiable" atingiu o 26º lugar, saindo do top 40 na semana seguinte. No final da primeira semana de vendas, o single tinha vendido 11.392 cópias - 500 como CD single, e o restante em downloads digitas.

## Videoclipe
O videoclipe de "Insatiable" foi dirigido por Wayne Isham. Wayne disse sobre Nadine: "Eu adorei a voz e as canções da Nadine desde a primeira vez que ouvi, assim como seu foco em fazer uma performance autêntica e sua visão de como queria que eu trabalhasse com ela. Estou inspirado em levar isso à um nível maior. Essa garota arrasa." Nadine disse: "Eu vi toneladas de filmes de diretores talentosos, mas o olhar de Wayne sobre performances ao vivo, assim como seu trabalho com iluminação e direção de câmeras, me disseram algo de imdiato." O vídeo foi filmado em Los Angeles em 11 de Setembro, e precisou ser re-editado por ter sido considerado "sexy demais" para ser transmitido na televisão. Imagens do clipe apareceram nos tablóides em 25 de Setembro, e sua estreia finalmente aconteceu em 3 de outubro.
O clipe mostra Nadine cantando em frente à fundos brancos e pretos. Há também cenas onde chove ao fundo. Ainda há cenas onde ela está acompanhada por uma banda. Nadine recebeu atenção da mídia por seu estilo "sexy". Ryan Love do Digital Spy disse que estava animado para assistir ao clipe, mas acabou desapontado.

## Faixas e formatos
- Digital single[38]

1. "Insatiable" (Coyle, Guy Chambers)
2. "Insatiable" (PjOE & Timka Re-Mix Edit)
3. "Insatiable" (PjOE & Timka Re-Mix Extended)
4. "Enough Is Never Enough" (Demo Version)

- CD single (Disponível apenas na rede Tesco)[39]

1. "Insatiable" (Coyle, Guy Chambers)
2. "Insatiable" (PjOE & Timka Re-Mix Edit)
3. "Insatiable" (PjOE & Timka Re-Mix Extended)

## Desempenho nas paradas
| Parada (2010)                      | Melhor posição |
| ---------------------------------- | -------------- |
| Europa - European Hot 100 Singles  | 74             |
| Irlanda - Irish Singles Chart      | 20             |
| Reino Unido - UK Singles Chart     | 26             |
| Reino Unido - UK Independent Chart | 3              |
| Escócia - Scottish Singles Chart   | 23             |